# 短體黑麗魚
短體黑麗魚，為輻鰭魚綱鱸形目隆頭魚亞目慈鯛科的其中一種，分布於非洲馬拉威湖Nkudzi及Monkey灣流域，體長可達12公分，棲息在岩石底質水域，以昆蟲為食，生活習性不明，可作為觀賞魚。

## 擴展閱讀
維基物種上的相關：短體黑麗魚